# Sumatra (Floryda)
Sumatra – jednostka osadnicza w Stanach Zjednoczonych, w stanie Floryda, w hrabstwie Liberty.